# Alto Maine

Il Maine, suddiviso in Basso Maine a ovest, e Alto Maine a est.

L'Alto Maine è la parte orientale dell'antica provincia del Maine, in Francia. La regione è comunemente assimilata al dipartimento della Sarthe, benché l'Alto Maine, come era stato definito sotto l'Ancien régime non avesse i medesimi confini.

## Geografia
I confini dell'Alto Maine sono stati fino a oggi sempre relativamente "fluidi", dato che esso non ha mai costituito un'entità politica o amministrativa propria. Dal Medioevo, le entità vicine alla Normandia e all'Angiò sono particolarmente potenti e i signori frontalieri non esitavano a concludere alleanze con loro. Così, il Saonese e Perseigne erano concupiti dai signori di Bellême, mentre a sud Sablé-sur-Sarthe si volgeva verso l'Angiò.
D'altra parte, il confine tra Basso Maine e Alto Maine non è chiaramente stabilito. Se attualmente ogni parte è generalmente attribuita a uno dei due dipartimenti della Sarthe e della Mayenne, nel XVIII secolo, il Basso Maine era percepito con un'accezione più ampia, estendendosi praticamente fino alle rive del fiume Sarthe e inglobante la campagna intorno a Le Mans, oggi è interamente inclusa nel dipartimento della Sarthe. Secondo questa definizione, l'Alto Maine non si limita che alla metà della Sarthe.
Al momento della creazione dei dipartimenti, nel 1790, le autorità si sono riferite alla preesistenza delle due regioni per separare il Maine in due dipartimenti. Ciò non di meno, la rivalità tenace tra l'Alto e il Basso Maine, come la vacuità geografica tra i due, spiegano come il confine tra i due dipartimenti sia stato uno dei più difficili da tracciare nell'Ovest della Francia.
Più in generale, l'Alto Maine corrisponde alla parte del Maine che si estende sul bacino parigino e offre paesaggi più aperti, mentre il Basso Maine si trova sul Massiccio armoricano, e presenta paesaggi di bocage e di valloni. L’Alto Maine presenta paesaggi tipici dei sottosuoli sedimentari: pianure della Champagne e del Saonnese, talvolta intercalate a valli fluviali e coste, pianure del Maine bianco e della zona di Calais. Il grès è onnipresente nelle costruzioni antiche.
Le denominazioni Basso e Alto sono tardive, verosimilmente a partire dal XVI secolo: essendo il Basso la parte economica e agricola povera di questa provincia del Maine, quello Alto, la parte ricca secondo René Musset. Una tale distinzione tra una parte «alta» e una «bassa» si ritrova in numerose altre province francesi, quali la Bretagna, la Normandia, l'Angiò o ancora l'Alvernia e il Poitou.
L'Alto Maine è tradizionalmente diviso in Maine bianco (le zone calcaree del sud e dell'est), Maine rosso (il centro con le costruzioni in grès rossiccio e sabbie gialle) e Maine nero (l'ovest dove si trovano gli scisti armoricani). Vi si trovano parimenti al nord le Saonnesi, mentre le pianure della Champagne mancelle separano il Maine rosso dal Maine nero. Il nordest, molto vicino ai paesaggi del Perche, è noto come il Perche sarthois, mentre al sud, la valle evoca la Valle della Loira.